# Diplycosia pubivertex
Diplycosia pubivertex är en ljungväxtart som beskrevs av Herman Otto Sleumer. Diplycosia pubivertex ingår i släktet Diplycosia och familjen ljungväxter. Inga underarter finns listade i Catalogue of Life.